# Болото (Бокситогорский район)
Боло́то — деревня в Борском сельском поселении Бокситогорского района Ленинградской области.

## История
Деревня Болота упоминается на специальной карте западной части России Ф. Ф. Шуберта 1844 года.

БОЛОТО 1-Е — деревня Большегорского общества, прихода Колбицкого погоста. Ручей Теребежка. 

Крестьянских дворов — 11. Строений — 38, в том числе жилых — 19. Число жителей по семейным спискам 1879 г.: 25 м. п., 29 ж. п.

БОЛОТО 2-Е (ЧУДСКОЙ КОНЕЦ) — деревня Большегорского общества, прихода Колбицкого погоста. Ручей Теребежка. 

Крестьянских дворов — 14. Строений — 38, в том числе жилых — 23. Число жителей по семейным спискам 1879 г.: 43 м. п., 35 ж. п.;
 
Всего по приходским сведениям 1879 г.: 69 м. п., 63 ж. п.

В конце XIX — начале XX века деревня административно относилась к Большегорской волости 3-го земского участка 1-го стана Тихвинского уезда Новгородской губернии.

БОЛОТО (БОЛЬШОЕ БОЛОТО, ЧУДСКОЙ КОНЕЦ) — деревня Большегорского сельского общества, число дворов — 21, число домов — 33, число жителей: 52 м. п., 64 ж. п.;
 
БОЛОТО (МАЛОЕ БОЛОТО) — деревня Большегорского сельского общества, число дворов — 13, число домов — 26, число жителей: 30 м. п., 38 ж. п.; часовня. (1910 год)

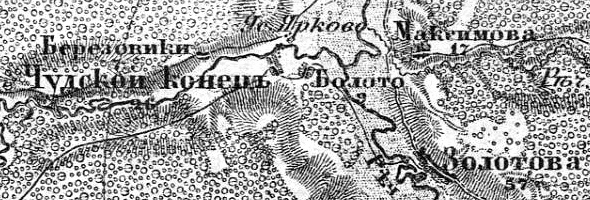
Деревня Болото на карте 1913 года

Согласно карте Новгородской губернии 1913 года, деревня Болото насчитывала 9 крестьянских дворов, соседняя деревня Чудской Конец — 26.
Согласно областным административным данным деревня Болото состояла из двух деревень Большое Болото и Маленькое Болото.
С 1917 по 1918 год деревни входили в состав Большегорской волости Тихвинского уезда Новгородской губернии. 
С 1918 года, в составе Череповецкой губернии.
С 1927 года, в составе Золотовского сельсовета Тихвинского района.
С 1928 года, в составе Большегорского сельсовета.
По данным 1933 года в составе Больше-Горского сельсовета Тихвинского района находились деревни Большое Болото и Малое Болото.
В 1940 году общее население двух деревень составляло 104 человека.
С 1952 года, в составе Бокситогорского района.
С 1954 года, в составе Большедворского сельсовета.
С 1963 года, вновь в составе Тихвинского района
С 1965 года, вновь составе Бокситогорского района. В 1965 году население деревни составляло 221 человек.
По данным 1966 года в состав Большегорского сельсовета входила единая деревня Болото.
По данным 1990 года деревня Болото входила в состав Борского сельсовета Бокситогорского района.
В 1997 году в деревне Болото Борской волости проживали 17 человек, в 2002 году — 27 человек (все русские).
В 2007 году в деревне Болото Борского СП проживали 8 человек, в 2010 году — 5.

## География
Деревня Болото находится в юго-западной части района, близ места примыкания автодороги 41К-031 (Дыми — Бочево) к автодороге 41К-034 (Пикалёво — Струги — Колбеки).
Расстояние до административного центра поселения — 19 км.
Расстояние до ближайшей железнодорожной станции Бокситогорск — 20 км.
Через деревню протекает река Теребежка, приток реки Воложбы.

## Демография
| 1910 | 1997 | 2002 | 2007 | 2010 | 2013 | 2014 |
| ---- | ---- | ---- | ---- | ---- | ---- | ---- |
| 186  | ↘17  | ↗27  | ↘8   | ↘5   | ↗9   | →9   |
| 2017 |      |      |      |      |      |      |
| ↗21  |      |      |      |      |      |      |

## Инфраструктура
На 2017 год в деревне было зарегистрировано 11 домохозяйств.